# جان س. أليكساندر
جان س. أليكساندر (بالفرنسية: Jean C-Alexandre)‏ هو دبلوماسي هايتي، ولد في 6 يونيو 1943.